# 2001年のスポーツ
< 2001年
- 年度別スポーツ記事一覧

2001年のスポーツでは、2001年（平成13年）のスポーツ関連の出来事についてまとめる。
2001年前後：2000年のスポーツ - 2001年のスポーツ - 2002年のスポーツ

## できごと
- 1月22日 - 大相撲の横綱曙引退
- 3月10日 - totoスタート
- 4月4日 - メジャーリーグ・レッドソックスの野茂英雄、対オリオールズ戦でメジャーリーグ2度目のノーヒット・ノーラン
- 4月8日 - タイガー・ウッズ、マスターズに4年ぶり2度目の優勝。前年全米オープンからメジャー大会4連勝を達成
- 6月3日 - 社会人チームであるサントリー（後の東京サントリーサンゴリアス）が45-41でラグビーウェールズ代表を破る番狂わせを起こす。なお、ラグビー日本代表は2013年6月15日のテストマッチに勝利するまで一度もウェールズ代表に勝利したことがなかった
- 7月13日 - 2008年夏季五輪開催都市に北京が選出される。大阪は1回目の投票で落選
- 7月15日 - 丸山茂樹、米国PGAツアーの「グレーター・ミルウォーキー・オープン（英語版）」において、日本人選手として18年ぶりに優勝
- 7月20日 - 福岡で開催された世界水泳選手権のシンクロナイズドスイミングで、立花・武田組が日本選手として初めての金メダルを獲得
- 8月16日 - 秋田県でワールドゲームズ開幕
- 9月11日 - 米国同時多発テロ勃発。スポーツ・イベントの開催にも多大の影響あり（延期・中止など）
- 9月30日 - 高橋尚子、ベルリンマラソンで2時間19分46秒の世界最高記録で優勝
- 10月7日 - メジャーリーグ、レギュラーシーズン終了。イチロー、首位打者・盗塁王の2冠を獲得
- 10月7日 - キャサリン・ヌデレバ、シカゴマラソンにおいて、2時間18分47秒で世界最高記録を更新
- 11月12日 - イチロー、アメリカンリーグの新人王に選ばれる。20日には同リーグのMVPにも選ばれた
- 12月6日 - 阪神タイガースの野村克也監督、辞任

## 総合競技大会
- 第20回冬季ユニバーシアード（ ポーランド・ザコパネ・2月7日〜17日） - 日本の獲得メダル:金3、銀2、銅5
- 第7回スペシャルオリンピックス冬季世界大会（ アメリカ合衆国・アンカレジ、イーグルリバー、アリエスカ・3月4日〜11日）
- 第3回東アジア競技大会（大阪市・5月19日〜27日） - 日本の獲得メダル:金61、銀65、銅65
- 第19回夏季デフリンピック（ローマ・7月22日〜8月1日） - 日本の獲得メダル:金10、銀5、銅5
- 第6回秋田ワールドゲームズ（8月16日〜26日） - 日本人選手は、公式競技で金9銀6銅10、公開競技で金5銀4銅2のメダルを獲得
- 第21回夏季ユニバーシアード（北京・8月22日〜9月1日） - 日本の獲得メダル:金14、銀14、銅25
- 第13回世界移植者スポーツ大会（神戸市・8月25日〜9月1日）
- 平成13年度全国高等学校総合体育大会（8月1日〜20日、熊本県）
- 第56回新世紀・みやぎ国体（冬季スケート・アイスホッケー - 山梨県・1月27日〜31日、冬季スキー・バイアスロン - 長野県・2月18日〜21日、夏季 - 宮城県・9月8日〜11日、秋季 - 宮城県・10月13日〜18日）
天皇杯順位：優勝宮城県、第2位東京都、第3位埼玉県
皇后杯順位：優勝宮城県、第2位東京都、第3位大阪府
- 第1回全国障害者スポーツ大会（10月27日〜29日、宮城県）

## アイスホッケー
- アイスホッケー世界選手権（4月28日〜5月13日、 ドイツ・ニュルンベルク、ケルン、ハノーファー）
決勝:  チェコ 3 - 2  フィンランド
- 女子アイスホッケー世界選手権（4月2日〜8日、 アメリカ合衆国・ミネアポリス）
決勝:  カナダ 3 - 2  アメリカ合衆国
- NHLオールスターゲーム（2月4日、デンバー・ペプシ・センター）
北米選抜 14 - 12 世界選抜
- スタンレー・カップ（2000-2001シーズン）
コロラド・アバランチ （4勝3敗） ニュージャージー・デビルス
- 全日本アイスホッケー選手権大会（札幌市月寒体育館）
優勝: 西武鉄道
- 第35回日本アイスホッケーリーグプレーオフ決勝
コクド （3勝0敗） 雪印

## アメリカンフットボール

### NFL
- AFCチャンピオンシップゲーム（1月14日、オークランド・ネットワーク・アソシエイツ・コロシアム）
ボルチモア・レイブンズ 16 - 3 オークランド・レイダース
- NFCチャンピオンシップゲーム（1月14日、イーストラザフォード・ジャイアンツ・スタジアム）
ニューヨーク・ジャイアンツ 41 - 0 ミネソタ・バイキングス
- 第35回スーパーボウル（1月28日、タンパ）
ボルチモア・レイブンズ (AFC、初優勝) 34 - 7 ニューヨーク・ジャイアンツ (NFC)
- プロボウル（2月4日、ハワイ・アロハ・スタジアム）
AFC 38 - 17 NFC

### 日本の大会
- 第54回ライスボウル（1月3日、東京ドーム）
アサヒ飲料チャレンジャーズ(社会人代表） 52 - 13 法政大学トマホークス（学生代表）
- 第56回毎日甲子園ボウル（12月16日、阪神甲子園球場）
関西学院大学ファイターズ 24 - 6 法政大学トマホークス
- 第15回東京スーパーボウル（12月18日、東京ドーム）
アサヒ飲料 14 - 7 松下電工

## 競馬
- 年度代表馬・最優秀3歳牡馬 : ジャングルポケット（日本ダービー、ジャパンカップ）
- 最優秀2歳牡馬 : アドマイヤドン（朝日杯フューチュリティステークス）
- 最優秀2歳牝馬 : タムロチェリー（阪神ジュベナイルフィリーズ）
- 最優秀3歳牝馬 : テイエムオーシャン（桜花賞、秋華賞）
- 最優秀4歳以上牡馬 : アグネスデジタル（マイルチャンピオンシップ南部杯、天皇賞（秋）、香港カップ）
- 最優秀4歳以上牝馬 : トゥザヴィクトリー（エリザベス女王杯）
- 最優秀父内国産馬 : 該当馬なし
- 最優秀短距離馬 : トロットスター（高松宮記念、スプリンターズステークス）
- 最優秀ダートホース・ダートグレード競走最優秀馬 : クロフネ（NHKマイルカップ、ジャパンカップダート）
- 最優秀障害馬 : ゴーカイ（中山グランドジャンプ）
- JRA賞特別賞 : ステイゴールド（香港ヴァーズ）
- NARグランプリ ： トーホウエンペラー（東京大賞典）
- 皐月賞 ： アグネスタキオン
- 天皇賞（春） ： テイエムオペラオー
- 優駿牝馬 ： レディパステル
- 菊花賞、有馬記念 ： マンハッタンカフェ

## 競輪
- 競輪祭は行われず
- 日本選手権競輪（松戸競輪場）: 稲村成浩
- 高松宮記念（大津びわこ競輪場）: 高木隆弘
- 寬仁親王牌（青森競輪場）: 小橋正義
- オールスター競輪（岐阜競輪場）: 伏見俊昭
- 読売新聞社杯全日本選抜競輪（花月園競輪場）: 濱口高彰
- KEIRINグランプリ01（平塚競輪場）: 伏見俊昭

## ゴルフ

### 世界4大大会（男子）
- マスターズ優勝者：タイガー・ウッズ（ アメリカ合衆国）
- 全米オープン優勝者：レティーフ・グーセン（ 南アフリカ共和国）
- 全英オープン優勝者：デビッド・デュバル（ アメリカ合衆国）
- 全米プロゴルフ優勝者：デビッド・トムズ（ アメリカ合衆国）

ウッズが2000年の全米オープンからメジャー大会4連覇を達成。2年にまたがる記録のため“タイガー・スラム”と呼ばれた。日本勢もメジャー大会で大活躍し、マスターズでは伊沢利光が日本人選手最高の4位入賞を果たし（-10, 278ストロークも日本人選手最少スコア記録）、全米プロゴルフ選手権では片山晋呉が4位入賞を果たしている。

### 世界4大大会（女子）
- クラフト・ナビスコ選手権優勝者：アニカ・ソレンスタム（ スウェーデン）
- 全米女子プロゴルフ優勝者：カリー・ウェブ（ オーストラリア）
- 全米女子オープン優勝者：カリー・ウェブ（ オーストラリア）
- 全英女子オープン優勝者：朴セリ（ 韓国）

ウェブが女子ゴルフ史上5人目の「キャリア・グランドスラム」を達成した。女子のメジャー大会最終戦は2000年まで「デュモーリエ・クラシック」だったが、この年から全英女子オープンに変更された。

### 世界ゴルフ選手権
- アクセンチュア・マッチプレー選手権優勝：スティーブ・ストリッカー
- NEC招待選手権優勝：タイガー・ウッズ
- アメリカン・エキスプレス選手権：中止（アメリカ同時多発テロ事件のため）
- EMCワールドカップ優勝：南アフリカチーム（アーニー・エルス&レティーフ・グーセン）

11月15日〜18日にかけて静岡県御殿場市の「太平洋クラブ・御殿場コース」で開催された。全24か国が参加。日本チームは丸山茂樹と伊沢のコンビで出場し、11位に終わった。

### 日本
- 賞金王（男子）：伊沢利光
- 賞金女王：不動裕理

本年度は「日本ゴルフ100年記念」イベントが数多く開催された。

## サッカー
- FIFAコンフェデレーションズカップ決勝
 フランス 1-0  日本
- 天皇杯全日本サッカー選手権大会決勝
鹿島アントラーズ 3-2 清水エスパルス
- ゼロックス・スーパーカップ
清水エスパルス 3-0 鹿島アントラーズ
- Jリーグ
  - ディビジョン1
    - ステージ1優勝:ジュビロ磐田
    - ステージ2優勝:鹿島アントラーズ
    - 年間優勝:鹿島アントラーズ

  - ディビジョン2優勝:京都パープルサンガ
  - ナビスコカップ優勝 - 横浜F・マリノス

## テニス

### グランドスラム
- 全豪オープン　男子単優勝：アンドレ・アガシ（アメリカ）、女子単優勝：ジェニファー・カプリアティ（アメリカ）
- 全仏オープン　男子単優勝：グスタボ・クエルテン（ブラジル）、女子単優勝：ジェニファー・カプリアティ（アメリカ）
- ウィンブルドン　男子単優勝：ゴラン・イワニセビッチ（クロアチア）、女子単優勝：ビーナス・ウィリアムズ（アメリカ）
- 全米オープン　男子単優勝：レイトン・ヒューイット（オーストラリア）、女子単優勝：ビーナス・ウィリアムズ（アメリカ）

カプリアティが少女時代の問題を克服して、第2回「ローレウス・スポーツ賞」の「カムバック賞」を授与された。全仏オープン準優勝者キム・クライシュテルスとウィンブルドン準優勝者ジュスティーヌ・エナンのベルギー勢が躍進を開始。

## プロレス
- プロレス大賞MVP:武藤敬司（全日本プロレス）3回目
- G1クライマックス（新日本プロレス）優勝：永田裕志（初優勝）
- 世界最強タッグ決定リーグ戦（全日本プロレス） 優勝：武藤敬司&太陽ケア組（初優勝）

## スポーツの賞
- ローレウス・スポーツ賞
  - スポーツマン賞：タイガー・ウッズ（アメリカ、ゴルフ）
  - スポーツウーマン賞：キャシー・フリーマン（オーストラリア、陸上競技）
  - 新人賞：マラト・サフィン（ロシア、テニス）
  - ワールドチーム賞：サッカー・フランス代表
  - カムバック賞：ジェニファー・カプリアティ（アメリカ、テニス）

スポーツマン賞のウッズは、2年連続で受賞。

## 誕生
- 1月2日 - 樋口新葉（東京都、フィギュアスケート）
- 1月9日 - クリストファー・アスキルドセン（ノルウェー、サッカー）
- 1月9日 - ロドリゴ・シウバ・デ・ゴエス (ブラジル、サッカー)
- 1月18日 - 荒井祭里（兵庫県、飛込競技）
- 1月22日 - マディソン・アシュビー (オーストラリア、ラグビー)
- 1月29日 - 宮田大輔 (北海道、アイスホッケー)
- 3月2日 - 後藤希友 (愛知県、ソフトボール)
- 3月4日 - 浅野崇斗 (埼玉県、サッカー)
- 3月17日 - イヴァン・イリッチ (セルビア、サッカー)
- 3月17日 - ピエトロ・ペッレグリ (イタリア、サッカー)
- 3月18日 - ラスムス・ヴィクストローム (スウェーデン、サッカー)
- 5月16日 - イヴァン・ヴァシレフ (ブルガリア、サッカー)
- 5月19日 - キム・ドンファン (韓国、アイスホッケー)
- 5月23日 - 佐藤永基（日本、アイスホッケー）
- 6月4日 - 久保建英（神奈川県、サッカー）
- 6月5日 - ハビエル・アラペ (ベネズエラ、サッカー)
- 6月18日 - ガブリエウ・テオドロ・マルティネッリ・シウヴァ (ブラジル、サッカー)
- 6月19日 - 酒井夏海（埼玉県、水泳）
- 6月20日 - 笹生優花（東京都、ゴルフ）
- 6月29日 - 本田ななか（福岡県、キックボクシング）
- 7月12日 - 榛澤力（東京都、アイスホッケー）
- 7月13日 - 朝飛真実（神奈川県、柔道）
- 7月16日 - 三浦稜介（日本、アイスホッケー）
- 7月27日 - 木村俊太（日本、アイスホッケー）
- 7月30日 - 橋本寛太 (北海道、アイスホッケー)
- 8月2日 - 山下美夢有 (大阪府、ゴルフ)
- 8月3日 - 坂詰姫野（新潟県、テニス）
- 8月7日 - 橋本大輝（千葉県、体操）
- 8月21日 - 本田真凜（京都府、フィギュアスケート）
- 8月31日 - アマンダ・アニシモバ（アメリカ、テニス）
- 9月15日 - 鮎川峻 (愛知県、サッカー）
- 9月19日 - 鎌田悠希 (北海道、アイスホッケー)
- 9月22日 - 岩佐歩夢（大阪府、レーシングドライバー）
- 10月1日 - メイソン・グリーンウッド (イギリス (イングランド)、サッカー)
- 10月3日 - リエル・アバダ（イスラエル、サッカー）
- 10月8日 - 西郷真央 (千葉県、ゴルフ)
- 10月25日 - チョン・ホヒョン (韓国、アイスホッケー)
- 11月6日 - 聖愛 (大阪府、キックボクシング)
- 11月26日 - 白岩優奈 (京都府、フィギュアスケート)
- 12月14日 - 岩渕麗楽（岩手県、スノーボード）
- 12月15日 - 中島照人（日本、アイスホッケー）
- 12月31日 - ペッディージャー・オーミークン（タイ、ムエタイ）

## 死去
- 1月17日 - 若葉山貞雄（大相撲、*1922年）
- 4月9日 - ウィリー・スタージェル（アメリカ、野球、*1940年）
- 4月24日 - ジョニー・バレンタイン（アメリカ、プロレス、*1929年）
- 4月28日 - 蔦文也（徳島県、野球、*1923年）
- 5月13日 - 高橋進（広島県、陸上競技、*1920年）
- 8月3日 - 苅田久徳（神奈川県、野球、*1910年）
- 8月6日 - 野平祐二（千葉県、競馬、*1928年）
- 8月10日 - ルー・ブードロー（アメリカ、野球、*1917年）
- 9月13日 - ヤロスラフ・ドロブニー（チェコスロバキア、テニス、*1921年）
- 9月28日 - 猪熊功（神奈川県、柔道、*1938年）
- 10月17日 - ミシュリーヌ・オステルメイヤー（フランス、陸上競技、*1922年）
- 11月5日 - 溝渕峯男（高知県、野球、*1913年）
- 11月9日 - ナンシー・ウィン・ボルトン（オーストラリア、テニス、*1916年）
- 11月11日 - 杉浦忠（愛知県、野球、*1935年）
- 12月14日 - 中部銀次郎（山口県、ゴルフ、*1942年）
- 12月22日 - ジャック・マイヨール（フランス、冒険家、*1927年）